# Chitur (distrito)
O distrito de Chitur (em télugo: చిత్తూరు జిల్లా; em urdu: چتور ضلع; em inglês: Chittoor district) é um distrito do estado indiano de Andra Pradexe. Foi criado sob domínio britânico o 1 abril de 1911 e tinha uma área de 15.152 km² ante da sua redução o 4 de abril de 2022. Sua capital é a cidade de Chitur.
Segundo o censo de 2011, este distrito tinha uma população de 1.872.951 habitantes e uma densidade populacional de 985 habitantes/km².